# Епархия Отукпо
Епархия Отукпо (лат. Dioecesis Otukpoëna) — епархия Римско-Католической церкви c центром в городе Отуркпо, Нигерия. Епархия Отукпо входит в митрополию Абуджи. Кафедральным собором епархии Отукпо является церковь святого Франциска Ассизского.

## История
10 июля 1995 года Римский папа Иоанн Павел II выпустил буллу Gravissimis in muneris, которой учредил епархию Отукпо, выделив её из епархии Макурди.

## Ординарии епархии
- епископ Fidelis Uga Orgah (10.07.1995 — 7.12.2000);
- епископ Michael Ekwoy Apochi (17.12.2002 — по настоящее время).

## Источник
- Annuario Pontificio, Libreria Editrice Vaticana, Città del Vaticano, 2003, ISBN 88-209-7422-3
- Булла Gravissimis in muneris  (лат.)